# Bir Mcherga
Bir Mcherga è una città del nord-ovest della Tunisia posta a 50 km da Tunisi
Fa parte del Governatorato di Zaghouan e costituisce una municipalità di 7.203 abitanti ed il capoluogo di una delegazione di 21.508 abitanti.
Nei pressi sorge la diga di Bir Mcherga.